# Râul Belci
Râul Belci este un curs de apă, afluent al râului Tazlău. 